# Holm Munthe

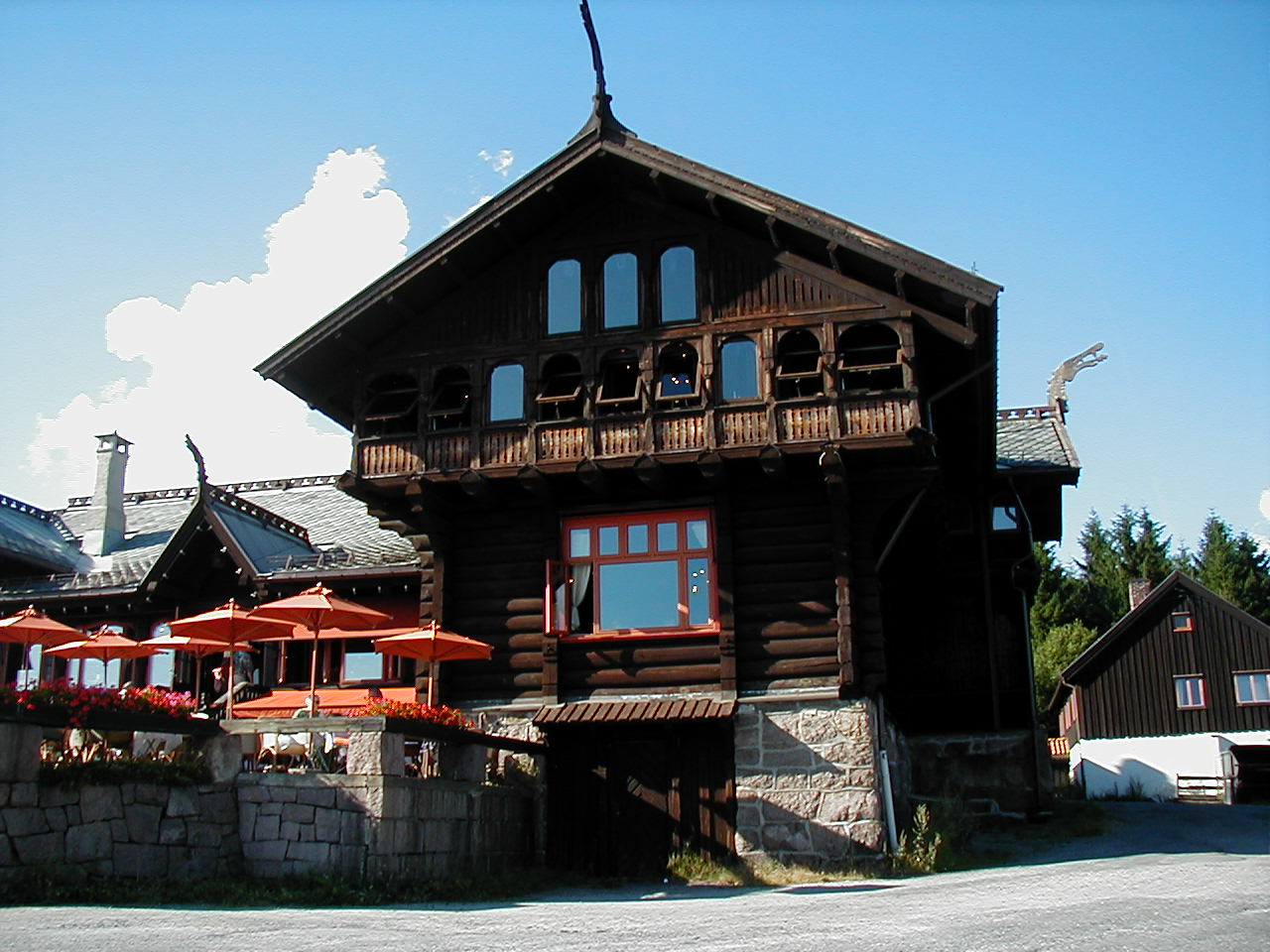
Frognerseteren.

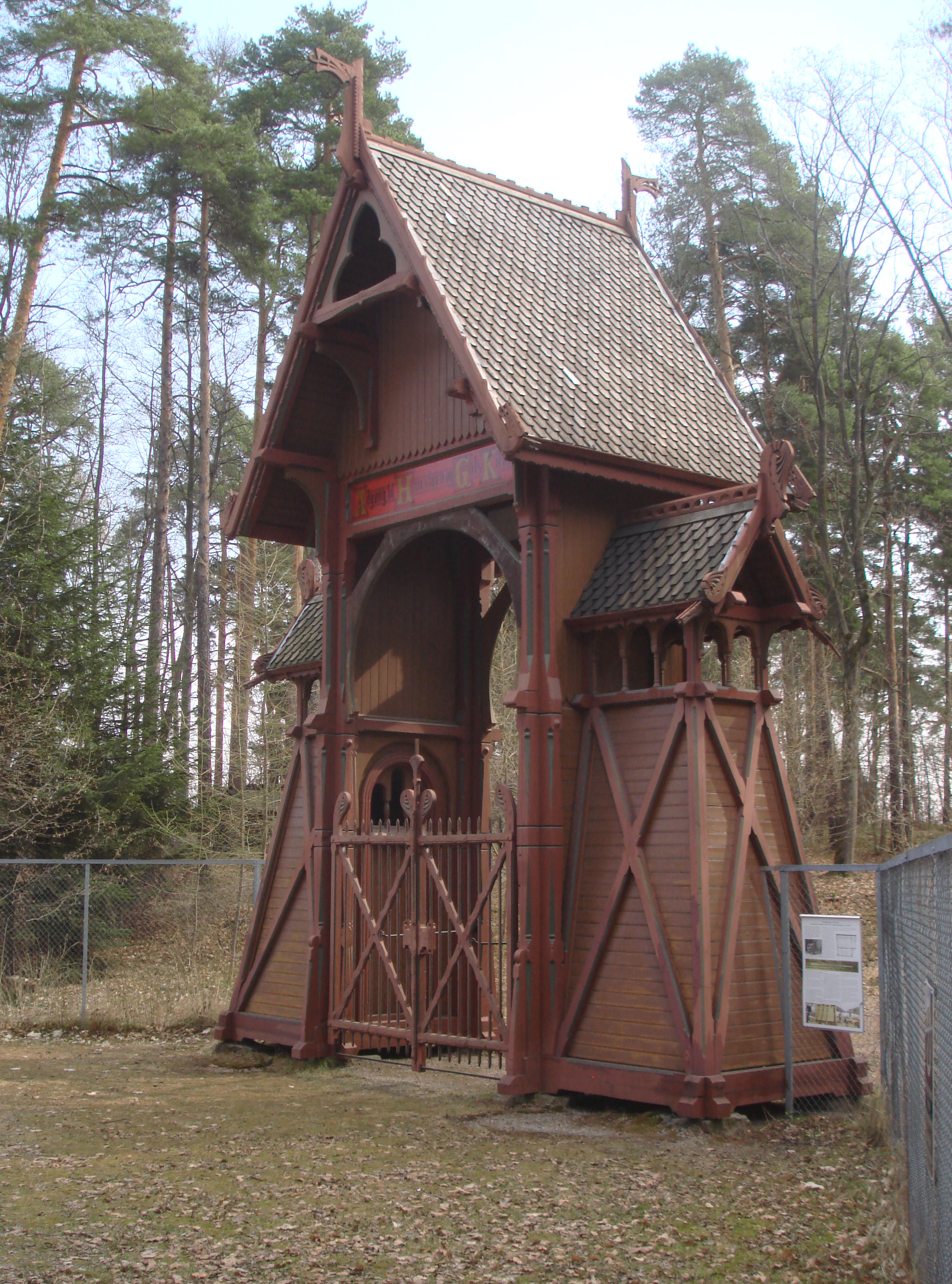
Portbyggnad på kung Oscars friluftsmuseum på Bygdøy.

Holm Hansen Munthe, född 1 januari 1848 i Stange, död 23 maj 1898 i Kristiania, var en norsk arkitekt. Han var son till Adolph Frederik Munthe.
Munthe, som var stadsarkitekt i Kristiania, ledde uppförandet av en rad byggnader i och omkring den norska huvudstaden, bland annat restaurangen Hasselbakken (nedbrunnen) i parken St. Hanshaugen och Holmenkollens turisthotell (nedbrunnet), varvid upptog element ur gammalnorsk träarkitektur, "stabbur"-stilen, vilket blev utgångspunkten för en nationell renässans i norsk byggnadskonst. För kejsar Vilhelm II uppförde han en jakthydda och en stavkyrka i Rominten (i dåvarande Ostpreussen) samt en komplex av norska träbyggnader i Potsdam. Tillsammans med Lorentz Dietrichson utgav Munthe Die Holzbaukunst Norwegens (Berlin, 1893).